# 千葉県ESCO事業支援機構
一般社団法人千葉県ESCO事業支援機構（ちばけんエスコじぎょうしえんきこう）は、ESCO事業・環境に関するサービス提供、取り組み等を全国対応で行っている一般社団法人。

## 概要
『イニシャルコスト・ゼロ』をスローガンに、クライアントに負担を掛けずに改正省エネ法をクリアする提案に注力している水光熱費のコスト削減をメインとしたコンサルティング企業である。
2011年3月11日に発生した東日本大震災、福島原発事故による、全国的な節電目標15％に向けて、得意とする空調機器の制御・LED照明の導入と2010年8月より導入している大手ファイナンス会社との提携によるレンタルを組み合わせることにより、クライアントの会計上のオフバランス化と今回の震災・原発事故による内部留保の取り崩しを防止する提案に力を入れている。

## 方向性
ESCO事業は大掛かりな工事をイメージしてしまうが、『東日本大震災』『福島原発事故』による、政府の節電目標15％を遂行すべく『節電のお願い』節電手法3項目である、空調機器の制御・照明のLED化・デマンドコントローラーの導入と商材を絞り込み短期間に節電の効果が発揮できるように努めている。